# Charaxes epijasius
Charaxes epijasius är en fjärilsart som beskrevs av Louis Jérôme Reiche 1849. Charaxes epijasius ingår i släktet Charaxes och familjen praktfjärilar. Inga underarter finns listade i Catalogue of Life.